# Dysschema fantasma
Dysschema fantasma är en fjärilsart som beskrevs av Butler 1873. Dysschema fantasma ingår i släktet Dysschema och familjen björnspinnare. Inga underarter finns listade i Catalogue of Life.